# Aconurella japonica
Aconurella japonica är en insektsart som beskrevs av Matsumura 1914. Aconurella japonica ingår i släktet Aconurella och familjen dvärgstritar. Inga underarter finns listade i Catalogue of Life.